# Contea di Otsego (New York)
La contea di Otsego, in inglese Otsego County, è una contea situata nell'area centro-orientale dello Stato di New York negli Stati Uniti. Il capoluogo è Cooperstown.

## Geografia
La contea si trova nel centro della contea. Il territorio è prevalentemente montuoso. Il fiume principale è il Susquehanna che ha origine come emissario del lago Otsego, nell'area centro-settentrionale. Il Susquehanna scorre dapprima verso sud e poi verso sud-ovest. L'affluente principale che riceve nella contea è il fiume Unadilla che segna tutto il confine occidentale.
L'Unadilla riceve da sinistra il Butternut Creek. Altri affluenti del fiume Susquehanna sono l'Otsego Creek, il Cherry Valley Creek e lo Schenevus Creek. Nel settentrione è situato il lago Canadarago e nell'area meridionale il lago Goodyear. Il capoluogo di contea è la cittadina di Cooperstown posta all'estremità meridionale del lago Otsego.

### Contee confinanti
- Contea di Herkimer - nord
- Contea di Montgomery - nord-est
- Contea di Schoharie - est
- Contea di Delaware - sud
- Contea di Chenango - ovest
- Contea di Madison - ovest
- Contea di Oneida - nord-ovest

## Storia
I primi abitanti del territorio furono i nativi irochesi. Quando furono istituite le Province di New York nel 1683, l'area dell'attuale contea faceva parte della contea di Albany. La contea è stata istituita nel 1791 separandone il territorio che ne avrebbe fatto parte da quello della contea di Montgomery. Il nome deriva da una parola irochese che significa "luogo delle rocce". Aveva un'estensione molto più estesa di quella attuale. Nel 1795 venne separata una parte del territorio con cui fu istituita la contea di Schoaharie e nel 1797 venne separata una porzione di territorio che avrebbe costituito la contea di Delaware.
Cherry Valley venne fondata nel 1740. Nel 1778, nel corso della guerra d'indipendenza, venne attaccata e distrutta dagli inglesi e dai loro alleati Seneca. La città di Cooperstown venne fondata nel 1786 dal giudice William Cooper, padre dello scrittore James Fenimore Cooper. Dal 1939 ospita il National Baseball Hall of Fame. Clark era proprietario di un albergo a Cooperstown. La città posta sul lago Otsego era stata colpita dal calo turistico derivato dalla Grande depressione e dal proibizionismo che aveva duramente colpito l'industria locale della lavorazione del luppolo. Clark ebbe quindi l'idea di creare una nuova attrazione turistica istituendo il Baseball Hall of Fame.

## Comuni

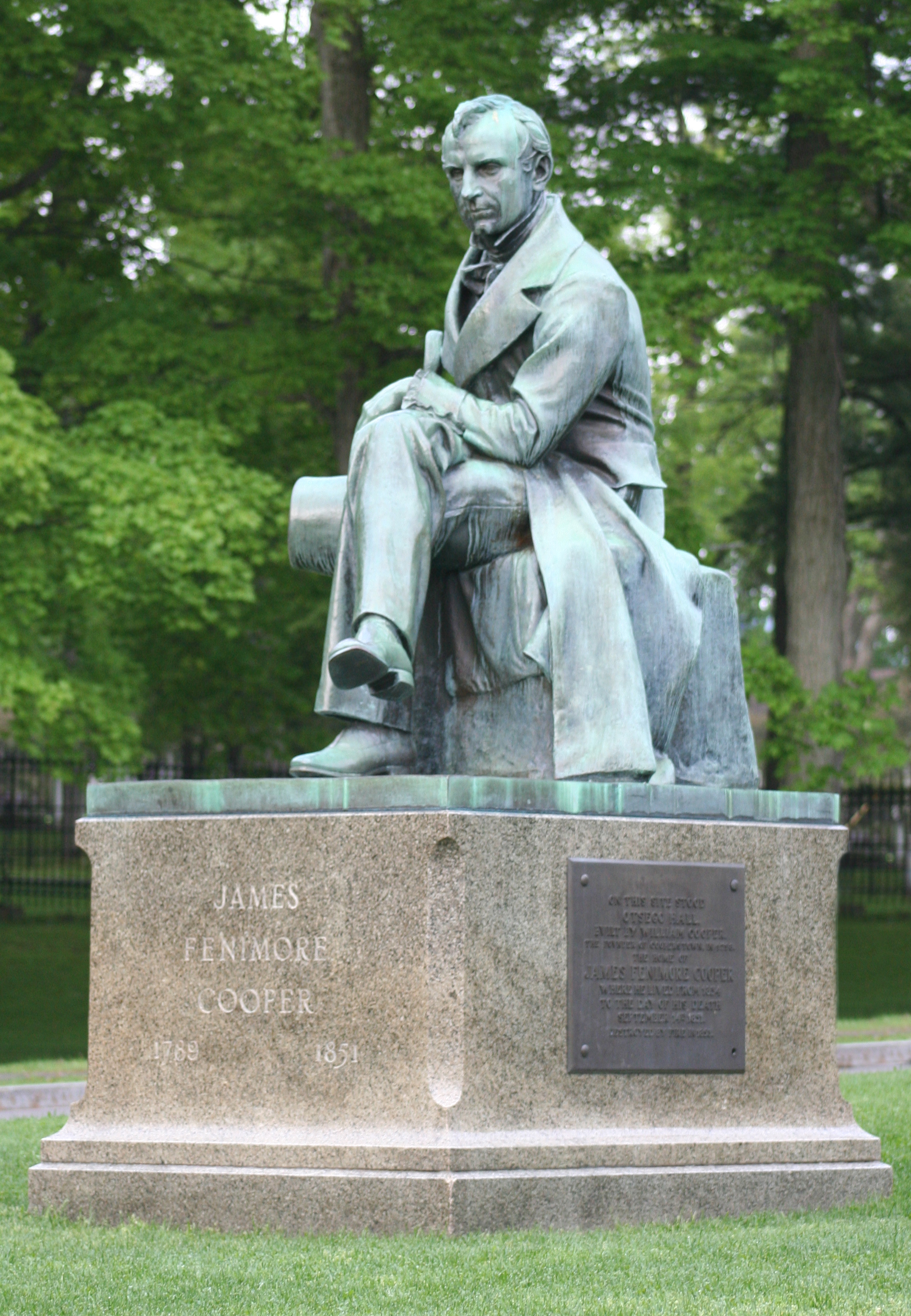
Statua di James Fenimore Cooper a Cooperstown

| - Burlington - town - Butternuts - town - Cherry Valley - town - Cooperstown (capoluogo) - village - Decatur - town - Edmeston - town - Exeter - town - Gilbertsville - village - Hartwick - town - Laurens - town | - Maryland - town - Middlefield - town - Milford - town - Morris - town - New Lisbon - town - Oneonta - city - Otego - town - Otsego - town - Pittsfield - town | - Plainfield - town - Richfield - town - Richfield Springs - village - Roseboom - town - Springfield - town - Unadilla - town - Westford - town - Worcester - town |